# Nguyễn Thị Xuân Mỹ
Nguyễn Thị Xuân Mỹ (sinh 30 tháng 9 năm 1940) là một nữ chính trị gia người Việt Nam. Bà là người phụ nữ Việt Nam đầu tiên được bầu làm Ủy viên Bộ Chính trị Ban Chấp hành Trung ương Đảng Cộng sản Việt Nam (khóa 8). Bà từng là đại biểu Quốc hội Việt Nam khóa X thuộc đoàn đại biểu thành phố Hải Phòng.

## Tiểu sử và sự nghiệp
Nguyễn Thị Xuân Mỹ sinh tại thành phố Hải Phòng, nguyên quán ở xã Quyết Thắng, huyện Ninh Giang, tỉnh Hải Dương. Bà còn có tên khác là Đào Thị Xuân Mỹ.
Bà đã trải qua nhiều cương vị quản lý ở thành phố Hải Phòng: Bí thư Đoàn thanh niên Công ty Công nghệ phẩm Hải Phòng, Phó Ban Tuyên huấn Thành đoàn Hải Phòng, Trưởng ban Tổ chức Quận uỷ Lê Chân, Phó Bí thư Quận uỷ Lê Chân, Bí thư quận ủy Lê Chân.
Tại Đại hội VI của Đảng năm 1986, bà được bầu làm Ủy viên dự khuyết Trung Ương Đảng. Tại Đại hội VII của Đảng năm 1991, bà được bầu vào BCH TƯ và được bầu làm Phó Chủ nhiệm Thường trực Ủy ban Kiểm tra Trung Ương.
Tại Đại hội VIII của Đảng năm 1996, bà được bầu vào Bộ Chính trị, đồng thời giữ chức vụ Chủ nhiệm Ủy ban Kiểm tra Trung ương Đảng Cộng sản Việt Nam.
Sau khi nghỉ hưu, Nguyễn Thị Xuân Mỹ còn có thời gian làm Chủ tịch Hội Bảo trợ Người tàn tật và trẻ mồ côi.